# Abel Galinha
Abel Salvador Mesquita Júnior, também conhecido por Abel Galinha (Boa Vista, 29 de março de 1962) é um empresário e político brasileiro filiado ao Democratas (DEM).
Recebeu o apelido (que também dá nome a uma rede de postos administrada por ele) em decorrência do trabalho de seu pai, que era avicultor e proprietário de uma granja.

## Carreira política
Iniciou sua trajetória eleitoral em 2012, quando disputou o pleito municipal da capital roraimense, elegendo-se vereador pelo PSB, com 1 810 votos. 2 anos depois, na eleição estadual, agora no PDT, foi o sexto deputado federal mais votado, com 8 834 sufrágios. Em 2015, mudou novamente de partido, desta vez para o recém-criado PMB.
Durante a votação do impeachment da presidente Dilma Rousseff, Abel Galinha, já filiado ao Democratas, foi o segundo parlamentar a declarar o voto (o deputado Washington Reis, do PMDB do Rio de Janeiro, votou primeiro por questões médicas), que foi favorável ao afastamento. No mesmo ano, concorreu à prefeitura de Boa Vista, pela coligação "Boa Vista Para Todos", formada por Democratas, PSDB e PRTB. O deputado ficou em quarto lugar, com 3 951 votos.
Na votação da denúncia contra o presidente Michel Temer, em agosto de 2017, foi o primeiro a votar, sendo favorável ao arquivamento do processo.
Nas eleições estaduais de 2018, foi candidato a vice na chapa de José de Anchieta Júnior (PSDB), que foi derrotado nos dois turnos por Antonio Denarium (PSL).